# La Bibliothèque de minuit
La Bibliothèque de minuit (The Midnight Library) est un roman fantastique de Matt Haig, publié en Angleterre par CanonGate Books le 13 août 2020.
Il a par la suite été abrégé et diffusé en 10 épisodes sur la BBC Radio 4 en décembre 2020. En France, le livre est paru le 5 janvier 2022 aux éditions Mazarine (Fayard) et est également sorti en livre audio, publié par la filiale Lizzie d'Editis. Par ailleurs, StudioCanal et BluePrint Pictures ont en 2020 acheté les droits pour une adaptation au cinéma.
L’ouvrage a connu un succès commercial, aussi bien au Royaume-Uni qu’à l’échelle internationale. S’il a majoritairement été reçu de façon positive, certains déplorent une approche trop superficielle de thèmes qui relèvent de la santé mentale.
De nombreux thèmes liés à la santé mentale sont abordés dans le roman : la dépression et les tentatives de suicide, les regrets et le sens de la vie notamment.

## Résumé
Nora Seed, le personnage principal du roman, est une femme de 35 ans convaincue d’avoir raté sa vie, qu’elle perçoit comme une suite d’échecs et de mauvaises décisions. Accablée par les regrets, elle commet finalement l’irréparable en tentant de mettre fin à ses jours… 
Mais elle se réveille alors dans la Bibliothèque de minuit, dirigée par la bibliothécaire de son enfance, Mme Elm. Cette dernière la guide à travers les millions d’ouvrages qui parsèment les étagères de cet endroit situé entre la vie et la mort, où le temps s’est arrêté à minuit. Chaque livre contient en fait une version de la vie de Nora, eût-elle fait d’autres choix. Nora part alors en quête d’une vie où elle serait heureuse, très différente, donc, de celle qu’elle a fuie en premier lieu.
Mais les choses ne s’avèrent pas si faciles. Tantôt championne olympique de natation, chercheuse en arctique ou encore star de rock, Nora réalise au fil de ses vies que le bonheur ne réside en réalité pas dans ses décisions passées, mais dans son avenir et ses choix futurs. Nora décide alors de quitter la Bibliothèque de Minuit pour revenir dans la vie à laquelle elle avait initialement renoncé.

## Personnages
- Nora : Protagoniste du roman, elle est une femme de 35 ans accablée par les regrets, qui vit de façon très solitaire puisqu'elle ne s’entend pas bien avec son frère et que sa vie amoureuse est un échec. De plus, elle perd son travail au début du roman. Face à cette succession d'échecs, elle se sent extrêmement fatiguée par la vie :

Nora aurait voulu vivre dans un monde où la cruauté n'existait pas, mais, dans les seuls mondes à sa disposition, il y avait des humains.
- Mme Elm : Elle dirige la Bibliothèque de Minuit et y guide Nora. Il s’agit d’une figure familière pour Nora, qui l’a rencontrée dans son enfance au sein de son école primaire.

## Réception

### Un succès commercial
La Bibliothèque de minuit a tout d’abord connu un grand succès national, lors de la deuxième vague de la pandémie en 2020. C’est à cette période qu’il devient un best seller au Royaume-Uni. Cette année-là, la maison d’édition CanonGate a grâce à cet ouvrage connu une augmentation de 21% de ses recettes.
L’ouvrage a ensuite été publié à l’échelle internationale. En 2021, on compte plus d’un million d’exemplaires vendus à travers 25 pays. Aux États-Unis, par exemple, il a été nommé best-seller par deux grands journaux du pays : le Boston Globe et le Washington Post.

### Une représentation controversée de la dépression
L’ouvrage a majoritairement été reçu de façon positive. Le public a notamment apprécié son registre Feel-Good : l’ouvrage a en effet été décrit comme invitant à voir la vie de façon plus optimiste. Certains déplorent néanmoins une description trop superficielle des personnages, une analyse psychologique sommaire et une version trop simpliste de la dépression. Il est notamment reproché à l’ouvrage que Nora guérisse de façon trop directe :  elle passerait trop rapidement du regret à l’acceptation d’elle-même.

## Adaptations
Cet ouvrage a été adapté sous deux formats différents.

### Pour la radio
Cet ouvrage a tout d’abord été adapté pour la radio anglaise. Il a été abrégé et diffusé en 10 épisodes sur la BBC Radio 4 en décembre 2020.

### Pour le cinéma
En septembre 2020, StudioCanal et Blueprint Pictures ont acquis les droits cinématographiques du roman. Auparavant, ils avaient déjà acheté les droits de deux romans de Matt Haig, Un garçon nommé Noël (Éditions Helium, 2016) et Les Radley (Éditions Albin Michel, 2010).